# Trers
Els trers (grec antic: Τρῆρες, llatí: Treres) foren un poble traci que Estrabó esmenta diverses vegades com a tribu pertanyent o emparentada amb els cimmeris. No són coneguts ni per Homer ni per Heròdot.
Estrabó diu que els trers van ser un dels grups que van participar amb els cimmeris en diverses expedicions destructives cap a l'Àsia Menor, i que van devastar Paflagònia i Frígia, en el temps que Mides III va morir per beure la sang d'un toro. Lígdamis rei dels cimmeris, els va dirigir fins a Lídia i Jònia, i van participar en la conquesta de Sardes. Els cimmeris i els trers feien sovint expedicions d'aquest tipus, fins que Madis, el rei dels escites, els va expulsar d'Àsia Menor. Estrabó també diu que Cal·lístenes de Síbaris explicava que Sardes havia estat ocupada diverses vegades, primer pels cimmeris, després pels trers i els libis, i més tard en temps de Cir II el Gran i Cresos. Se suposa que els trers van derrotar i destruir els magnets, habitants de la regió de Magnèsia del Meandre.
Tucídides diu que el regne dels odrisis governat per Sitalces tenia com a veïns els tribal·lis, i més enllà els trers i els tilateus, que ocupaven les terres entre el vessant nord de les muntanyes d'Escombros i s'estenien cap a l'oest fins al riu Osquios, però no queda clar si es refereix als dos pobles o només als tilateus. Estrabó en un altre lloc diu que vivien amb els tracis i que posseïen una part de la Tròade des de temps de Príam. Plini el Vell els fa veïns dels macedonis junt amb els dàrdans i els pieris, però no explica per on tocaven amb Macedònia. Esteve de Bizanci parla d'un districte de Tràcia de nom Treros (Τρῆρος), on vivien els trers.
De tot això es pot deduir que els trers originals eren cimmeris que varen arribar a Tràcia i, posteriorment, una part va envair l'Àsia Menor, establint-se a la Tròada, i un altre grup devia romandre a Tràcia.